# Ifakara
Ifakara is een gemeente (ward) in het district Kilombero (regio Morogoro), in zuidelijk centraal Tanzania. De plaats had in 2012 55.956 inwoners. Als ward heeft de plaats een gemengd karakter, zowel stedelijk als landelijk. In Ifakara is de District Council van Kilombero gevestigd.